# Macheta (kommun i Colombia)
Macheta är en kommun i Colombia.   Den ligger i departementet Cundinamarca, i den centrala delen av landet, 70 km nordost om huvudstaden Bogotá. Antalet invånare är 6 847.